# InnotrainIT
Az InnotrainIT az Európai Unió Európai Regionális Fejlesztési Alapja által támogatott projekt, melynek célja a kis- és középvállalkozások IT rendszereinek, eszközeinek fejlesztése és hatékonyabbá tétele. Meg kívánja ismertetni a KKV-k számára a vállalatirányítást segítő IT szolgáltatásmenedzsment rendszerek működését, melynek ismereteit legtöbbször tréningek során adja át a vállalkozások számára.
A projektben hat országból 12 partner vesz részt.

## Projekt partnerei
A projektnek kutatóintézetek és üzleti támogatást biztosító intézmények egyaránt partnerei.

### Kutatóintézeti partnerek
• Alkalmazott Tudományok Egyeteme, Heilbronn / Németország
• Krakkói Közgazdaságtudományi Egyetem / Lengyelország
• Nyugat-morvai Főiskola, Trebic / Csehország
• Szlovák Műszaki Egyetem, Pozsony / Szlovákia
• Bécsi Egyetem/ Ausztria
• Debreceni Egyetem / Magyarország

### Üzleti támogatást biztosító partnerek
• MFG Állami Információs, Kommunikáció technológiai és Média Innovációs Ügynökség / Német
• Beatrix Lang GmbH / Németország
• Krakkói Kereskedelmi és Iparkamara / Lengyelország
• Európai Projekt- és Menedzsment Ügynökség / Csehország
• Osztrák Informatikai Társaság / Bécs
• INNOVA Észak-Alföld Regionális Fejlesztési és Innovációs Ügynökség Nonprofit Kft. / Magyarország

## InnotrainIT és a KKV-k
Az InnotrainIT projekt a kis- és középvállalkozásokat (KKV) helyezi fókuszba. Célja, hogy a KKV-k
• megtanulják, hogyan kezeljék informatikai folyamataikat hatékonyan, az üzleti céljaikkal összhangban
• megismerjék, hogyan lehet kihasználni az innovációs potenciált az innovációs spirál megfelelő szintjei szerint
• képesek legyenek felismerni a költségcsökkentés, az erőforrás felszabadítás valamint a profitnövelés módjait